# Juan de Cabriada
Juan de Cabriada y Borrás (Vildé, llogaret pròxim al Burgo de Osma, Castella i Lleó, 23 de setembre de 1661 — Ágreda, Castella i Lleó, 27 de maig de 1743), generalment tingut per valencià des de Rodríguez, fou un metge reformista, famós per la seua única obra, titulada Carta filosófica, médico-chymica, de la qual digué López Piñero que, «pel vigor i l'altura del seu text i per la seua influència excepcional, el llibre mereix ser considerat com el manifest de la renovació a Espanya de la medicina i dels sabers que s'hi relacionen».
Era fill de Juan de Cabriada y Gonzalo, que exercia la medicina a Ágreda després d'haver estat catedràtic de la Universitat de València. En aquesta mateixa universitat estudià el jove Cabriada, que s'hi graduà de batxiller en arts el 1675, i on estudià també anatomia tenint de professor el catedràtic Matías García, un galenista ortodox amic de son pare i també, com aquest, natural d'Ágreda. Continuà després l'estudi de la medicina en la Universitat de Saragossa sota el mestratge del novator José Lucas Casalete. Batxiller en medicina per la universitat aragonesa el 1681, inicià la seua activitat professional a Madrid (on l'any següent es casà amb María Rubio de Villanueva) com a metge del comte de Monterrey. La disputa que mantingué amb els seus col·legues de la cort, arran de la seua denúncia de l'abús de la sagnia pels metges galenistes de l'època, culminà en la publicació el 1687 de la Carta filosófica médico-chymica, en la qual fa una exposició sistemàtica del seu concepte plenament modern sobre la ciència i sobre el retard científic espanyol. Rebutja obertament l'autoritat i infal·libilitat dels antics, i defensa insistentment el valor de l'experiència anatòmica, pràctica i química, amb moltes observacions i conclusions pròpies i alienes, demostrant que està al corrent dels descobriments i les idees més recents en anatomia i fisiologia ja comunament acceptats en els països més avançats d'Europa, com ara la teoria de la circulació sanguínia, que ell considera trascendental en medicina. Alguns dels autors que cita en suport de les seues opinions són Paracels, Thomas Willis, Sylvius, Robert Boyle, i també Descartes i William Harvey. Les opinions i les crítiques expressades per Cabriada en aquesta obra ocasionaren moltes controvèrsies, majoritàriament consistents en textos d'escassa rellevància científica i abundants en desqualificacions mútues entre galenistes i iatroquímics. Una de les poques respostes de certa altura fou la del català Cristòfor Tixedas, que en Verdad defendida y respuesta de Fileatro a la Carta médico chymica… sostingué que els corrents moderns no llevaven validesa al galenisme, i que els metges tradicionalistes ja coneixien el que Cabriada exposava com a grans novetats, sense necessitat de ser alliçonats per un jove inexpert.
El 1699, Cabriada fou nomenat metge de cambra de Carles II, que morí al cap de pocs mesos. El 1700 participà en la fundació de la Regia Sociedad de Medicina y otras ciencias de Sevilla. El 1713 exercia de metge a Bilbao, i finalment, cap al 1718, es retirà a Ágreda, on va romandre fins als seus darrers dies.

## Obra
- Carta filosófica, médico-chymica. En que se demuestra, que de los tiempos, y experiencias se han aprendido los mejores remedios contra las enfermedades. Por la nova-antigua medicina. Madrid: Lucas Antonio de Bedmar y Baldivia, 1687.[9]